# Zlatko Zahovič
Zlatko Zahovič (ur. 1 lutego 1971 w Mariborze) – słoweński piłkarz występujący na pozycji ofensywnego pomocnika.

## Kariera klubowa
Jako 7-latek Zahović skakał na nartach na skoczni 25-metrowej. Potem zdecydował się na karierę piłkarza. Pierwszym klubem Zahoviča był NK Maribor. W 1989 roku został zauważony przez znanego jugosłowiańskiego piłkarza, Miłka Ǵurowskiego. W latach 1989–1993 występował w barwach FK Partizan. W latach 1990–1991 wypożyczony został przez klub FK Proleter Zrenjanin. W latach 1993–1996 grał w zespole Vitória SC, w latach 1996–1999 dla FC Porto. W latach 1999–2000 reprezentował Olympiakos SFP, w latach 2000–2001 Valencia CF, a od 2001 do 2005 roku SL Benfica.

## Kariera reprezentacyjna
7 listopada 1992 roku rozegrał pierwszy mecz w reprezentacji Słowenii, w meczu z Cyprem. Wystąpił w mistrzostwach Europy w Belgii i Holandii w 2000 roku i zaprezentował się bardzo dobrze, zdobywając trzy gole dla swojej reprezentacji. Zahovič strzelił 35 bramek dla reprezentacji Słowenii, co wciąż jest wynikiem rekordowym.

## Kariera działacza
W latach 2007–2020 Zahović był dyrektorem sportowym NK Maribor.

## Życie osobiste
Żonaty z Jelką, z którą ma troje dzieci: syna Lukę i córki Sarę oraz Maję.